# 마드리드주 축구 대표팀
마드리드주 축구 대표팀(Madrid autonomous football team)은 스페인 마드리드주의 지역 축구팀이다. 마드리드주는 스페인 축구 국가대표팀으로 국제적으로 대표되기 때문에 FIFA 나 UEFA에 가입되지 않으며, 친선 경기만을 치른다.

## 같이 보기
- 분류:마드리드주 출신 축구 선수